# Myrsine fernseei
Myrsine fernseei är en viveväxtart som först beskrevs av Carl Christian Mez, och fick sitt nu gällande namn av Edward Yataro Hosaka. Myrsine fernseei ingår i släktet Myrsine och familjen viveväxter. IUCN kategoriserar arten globalt som nära hotad. Inga underarter finns listade i Catalogue of Life.